# Macodes petola
Macodes petola är en orkidéart som först beskrevs av Carl Ludwig von Blume, och fick sitt nu gällande namn av John Lindley. Macodes petola ingår i släktet Macodes och familjen orkidéer. Inga underarter finns listade i Catalogue of Life.

## Bildgalleri

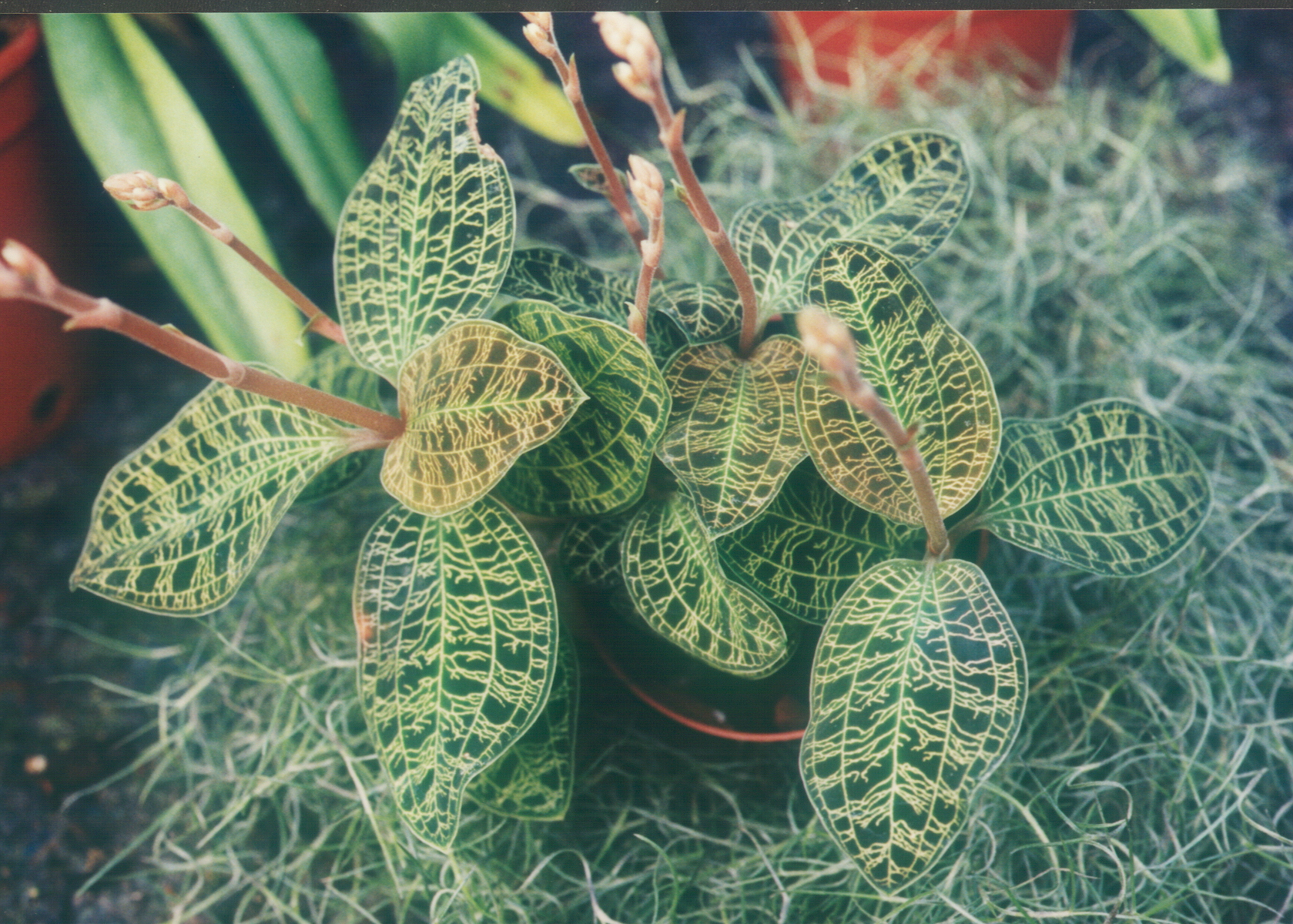
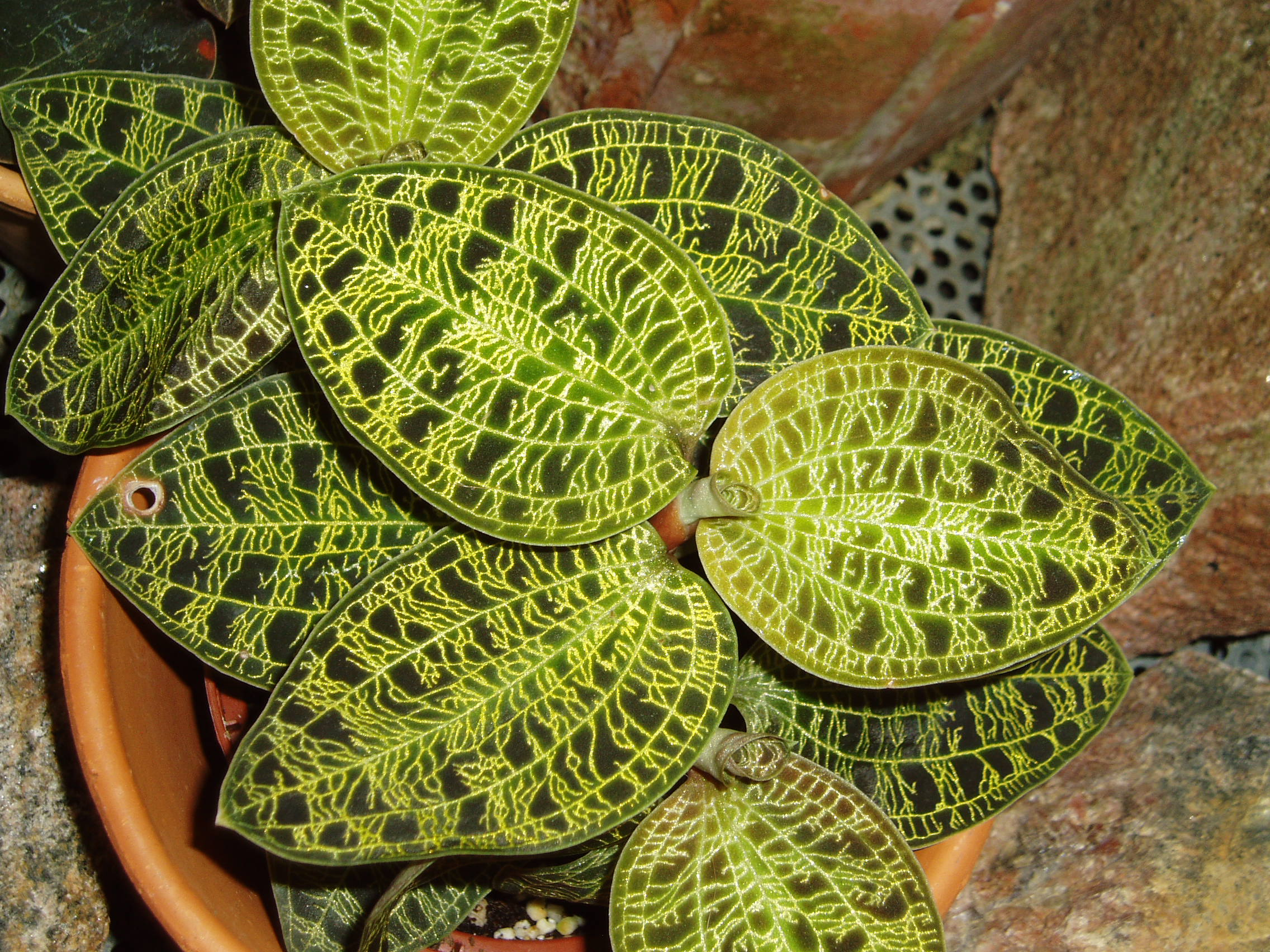
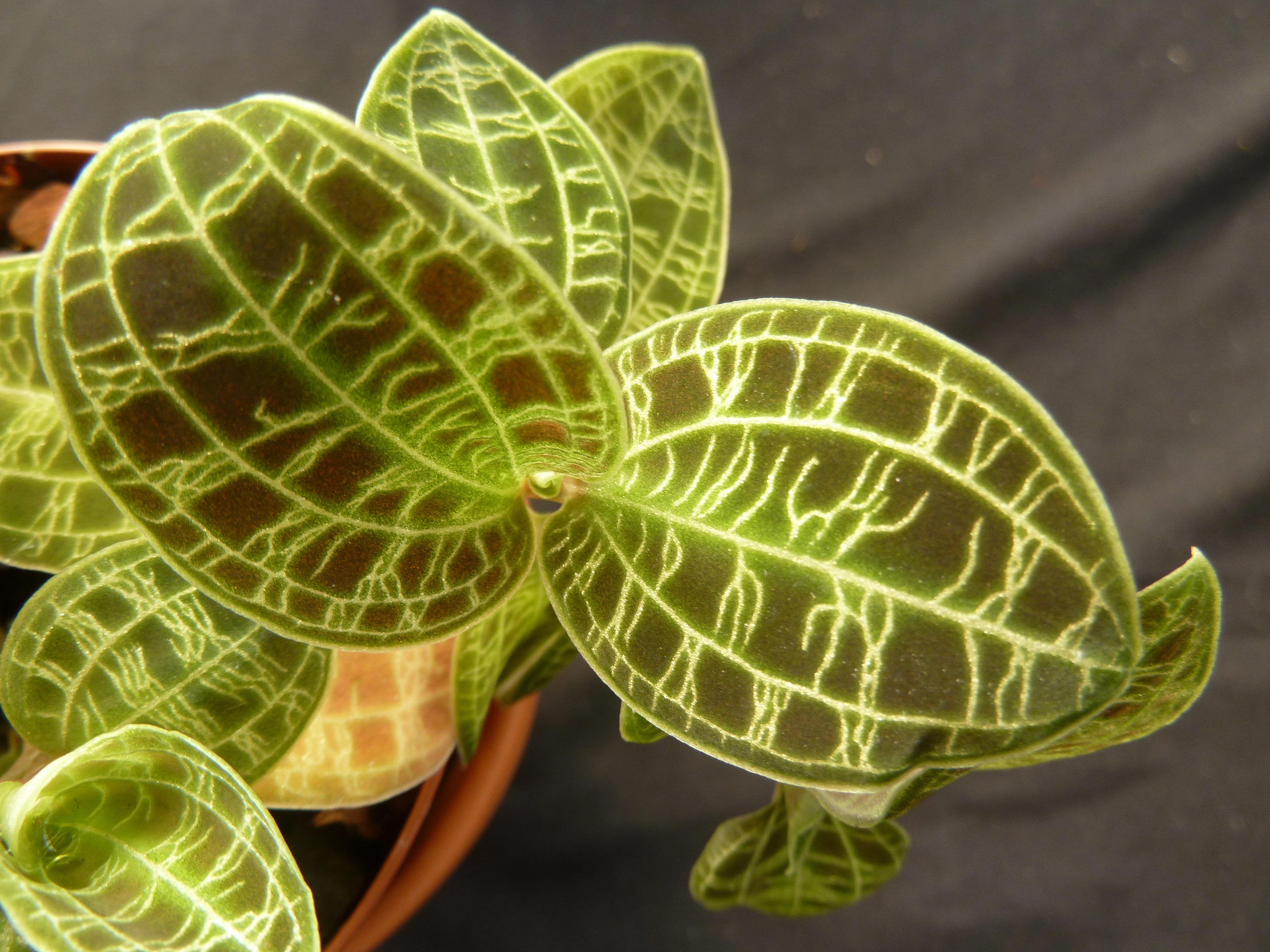
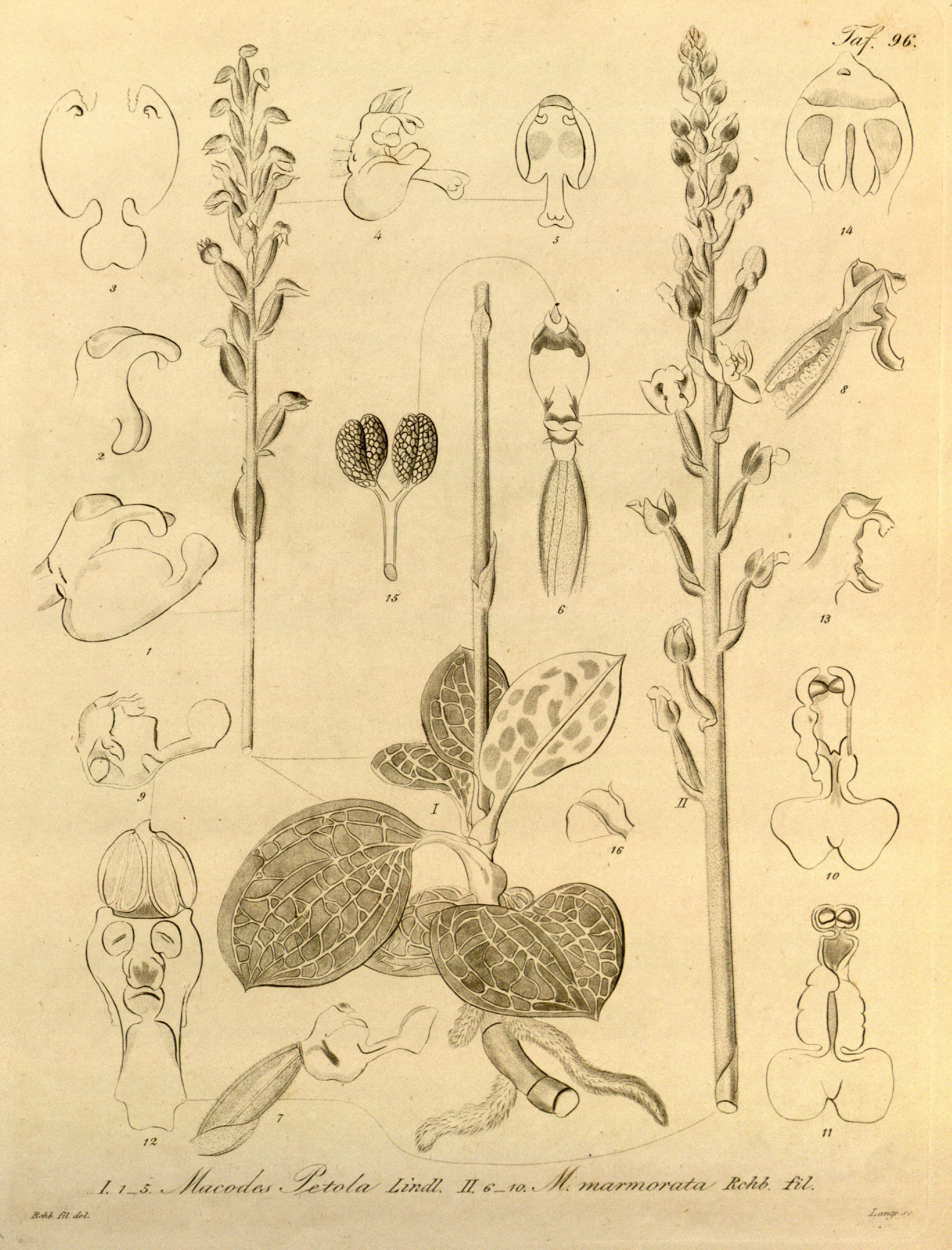
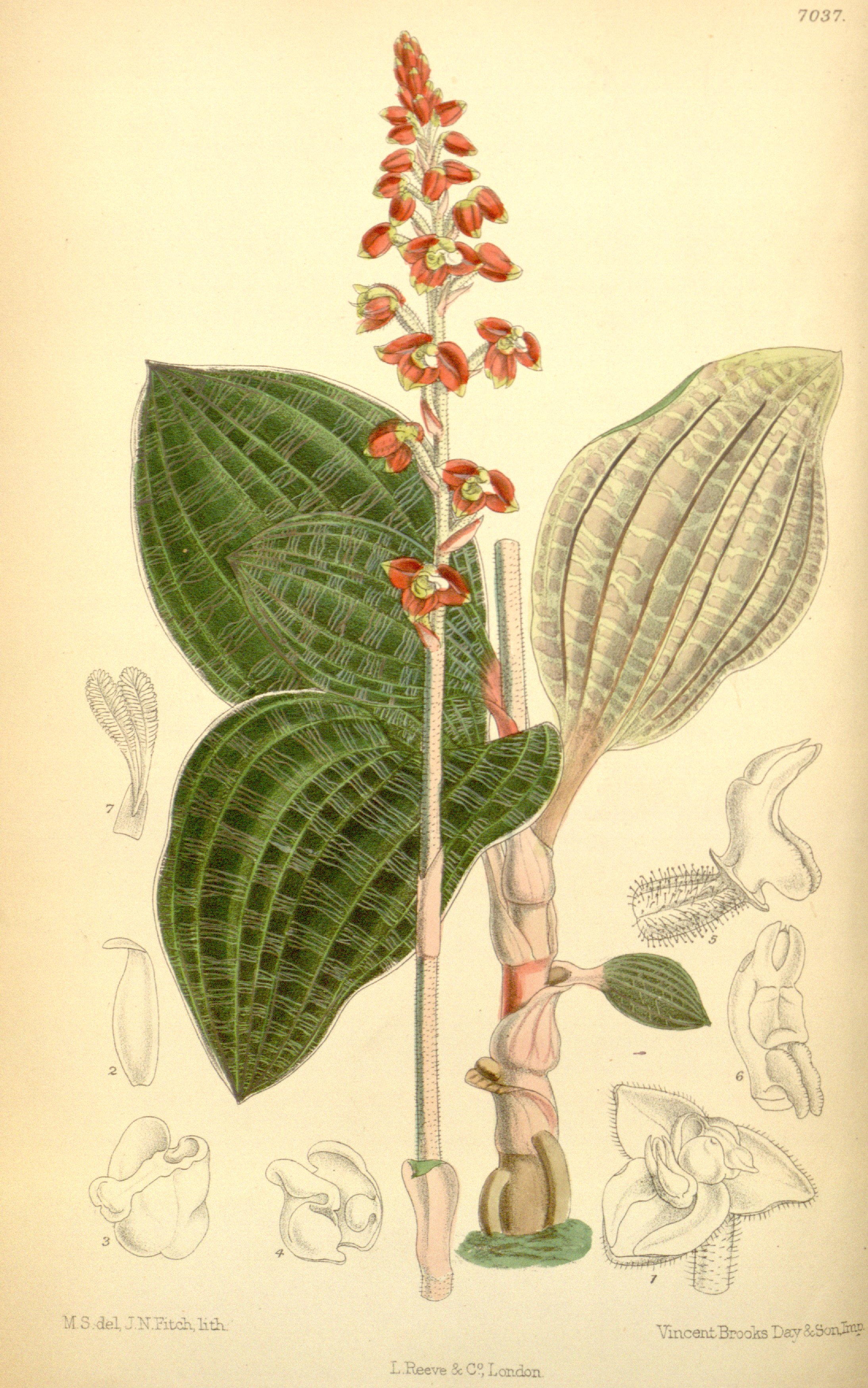